# Indicaxantin
Indicaxantin es un tipo de betaxantina, un pigmento vegetal presente en la remolacha, en las flores de Mirabilis jalapa, en los cactus como las chumberas (Opuntia sp. o Selenicereus costaricensis). Es un poderoso antioxidante.

## Usos médicos
Se ha demostrado en un estudio espectrofotométrico para pacientes con talasemia, que la indicaxantina puede reducir perferryl-Hb generada en solución de met-Hb y peróxido de hidrógeno, de manera más eficaz que el trolox (un derivado de vitamina E) o la vitamina C, que posiblemente interfieran con perferryl -Hb, un intermedio reactivo en el hidroperóxido de Hb degradación dependiente.
Indicaxantina en los estudios de antioxidantes fue más eficaz que el trolox en el barrido de ABTS radical catión.